# Andy Lochhead
Andy Lochhead (Milngavie, 9 marzo 1941 – 18 marzo 2022) è stato un calciatore scozzese, di ruolo attaccante.

## Caratteristiche tecniche
Di ruolo attaccante, era dotato di un ottimo colpo di testa.

## Carriera
Viene ingaggiato dal Burnley nel 1958, entrando a far parte della prima squadra a partire dal 1960, restandovi sino al 1968. Ottenne come miglior piazzamento in campionato il secondo posto nella First Division 1961-1962, a tre punti dai campioni dell'Ipswich Town. Il nome di Lochhead per i tifosi dei Clarets è ricordato soprattutto per le quattro reti segnate al Manchester Utd il 26 dicembre 1963. Con i Clarets partecipa anche alla Coppa delle Fiere 1966-1967, raggiungendone i quarti di finale.
Nell'ottobre 1968 viene ceduto per £80.000 al Leicester City, con cui retrocede in cadetteria al termine della First Division 1968-1969. Nel contempo con le Foxies raggiunse la finale della FA Cup 1968-1969, persa contro il Manchester City.
Nel febbraio 1970 passa all'Aston Villa, sempre nella serie cadetta. Con i Villans retrocede in cadetteria al termine della Second Division 1969-1970, anche a causa della sua scarsa prolificità in attacco. Con il club di Birmingham, pur militando in terza serie, raggiunge la finale della Football League Cup 1970-1971, persa contro il Tottenham. Vince però la Third Division 1971-1972, ottenendo così la promozione in cadetteria. L'Aston Villa venne selezionato, insieme a Manchester City, per disputare la FA Charity Shield 1972 al posto delle squadre aventi diritto che ne rigettarono la possibilità; Lochhead giocò l'incontro che si risolse con il successo dei Citiziens.
Nell'agosto 1973 passa all'Oldham Athletic, con cui vince la Third Division 1973-1974.
Nella stagione 1974 i Latics lo prestarono agli statunitensi del Denver Dynamos, franchigia della North American Soccer League, con cui ottiene il terzo e ultimo posto nella Central Division, non riuscendo ad accedere ai playoff del torneo.

## Palmarès
- Third Division: 2

Aston Villa: 1971-1972
Oldham Athletic: 1973-1974